# II. Panamuva
II. Panamuva (vagy Panamuwa, Panamu, Panammu) Szamal Királyság tizedik ismert uralkodója, Barszur fia. I. e. 738-ban a trónbitorló Aszarját követte a trónon.
Panamuva apja, Barszur palotaforradalom áldozata lett, és a Panamuva-sztélé alapján a jogos trónörökös menekülni kényszerült. Asszíriában, III. Tukulti-apil-ésarra udvarában talált menedékre. Az asszír uralkodó szívesen fogadta az észak-szíriai királyság lehetséges trónkövetelőjét, bár segítséget egy ideig még nem tudott számára nyújtani, mivel Asszíriát Szamaltól az észak-szíriai királyságok védelmi koalíciója és a dél felé tekintgető Urartu is elválasztotta.
Tukulti-apil-ésarra már uralkodásának második évében (i. e. 743) Urartu ellen háborúzott. Ebben a hadjáratban a korábban mindig győztes II. Szarduri urartui király összes szövetségesével és vazallusával együtt (Kustaspi kumahai király, Tarhulara gurgumi király, Mati-ilu, Arpad királya) vereséget szenvedett, i. e. 741-ben Arpad vára is elesett. A Szamal felé vezető korridor másik részét i. e. 738-ban nyitotta meg Aramú, Karkemis és Jahan legyőzésével. Ekkor kerülhetett sor Aszarja elűzésére, és II. Panamuva trónra ültetésére.
Panamuva így Asszíria vazallusaként került az állam élére, de ezzel elkerülte az észak-szíriai, kaukázusi és anatóliai területek általános sorsát, Szamal egyelőre nem vált közvetlen kormányzású asszír tartománnyá. Fia, Bar-rakib egyik dokumentuma így látja: „Panammu ajándékokat hozott Tukulti-apil-ésarrának, aki kinevezte őt királynak. Tukulti-apil-ésarra megölte Aszarját, a rombolót. Panammué lett a Ház. Tukulti-apil-ésarra ajándékokat adott Szamal isteneinek kincstárába. Tukulti-apil-ésarra hadjáratait Szamal támogatta. Így Panammu a szomszédos országokban vezető szerepet kapott.” A Panamuva-sztélén hangsúlyos szerepet kap az asszírok iránti hűség kinyilatkoztatása, amelynek haszna Gurgum és Danuna bekebelezése lett. A másik következmény azonban Panamuva gyors halála lett: az i. e. 733/732-es Izrael elleni asszír hadjáratban elesett egy csatában.
A trónon fia, Bar-rakib követte, aki Szamal utolsó uralkodója.